# Металург (зупинний пункт, Жлобинський район)
Металург (біл. Металург) — пасажирський залізничний зупинний пункт Гомельського відділення Білоруської залізниці на електрифікованій лінії Гомель — Жлобин між зупинними пунктами Колибівка та Вирський. Розташований за 2,3 км на північний захід від села Колибівка Жлобинського району Гомельської області.